# Lierne
Cet article concerne la pièce architecturale. Pour la municipalité norvégienne, voir Lierne (Norvège).
 (septembre 2024).
Si vous disposez d'ouvrages ou d'articles de référence ou si vous connaissez des sites web de qualité traitant du thème abordé ici, merci de compléter l'article en donnant les références utiles à sa vérifiabilité et en les liant à la section « Notes et références ».
Une lierne est une nervure d’une voûte sur croisée d'ogives, partant de sa clé de voûte et subdivisant ses voûtains en deux segments symétriques. Les liernes peuvent s'arrêter avant de toucher aux arcs formerets et arcs-doubleaux ; dans ce cas, des tiercerons établissent la liaison, créant ainsi un troisième segment sur la partie inférieure du voûtain.
C'est également une pièce de charpente faisant partie d’un comble conique ou en forme de dôme, partie oblique qui relie des poteaux.

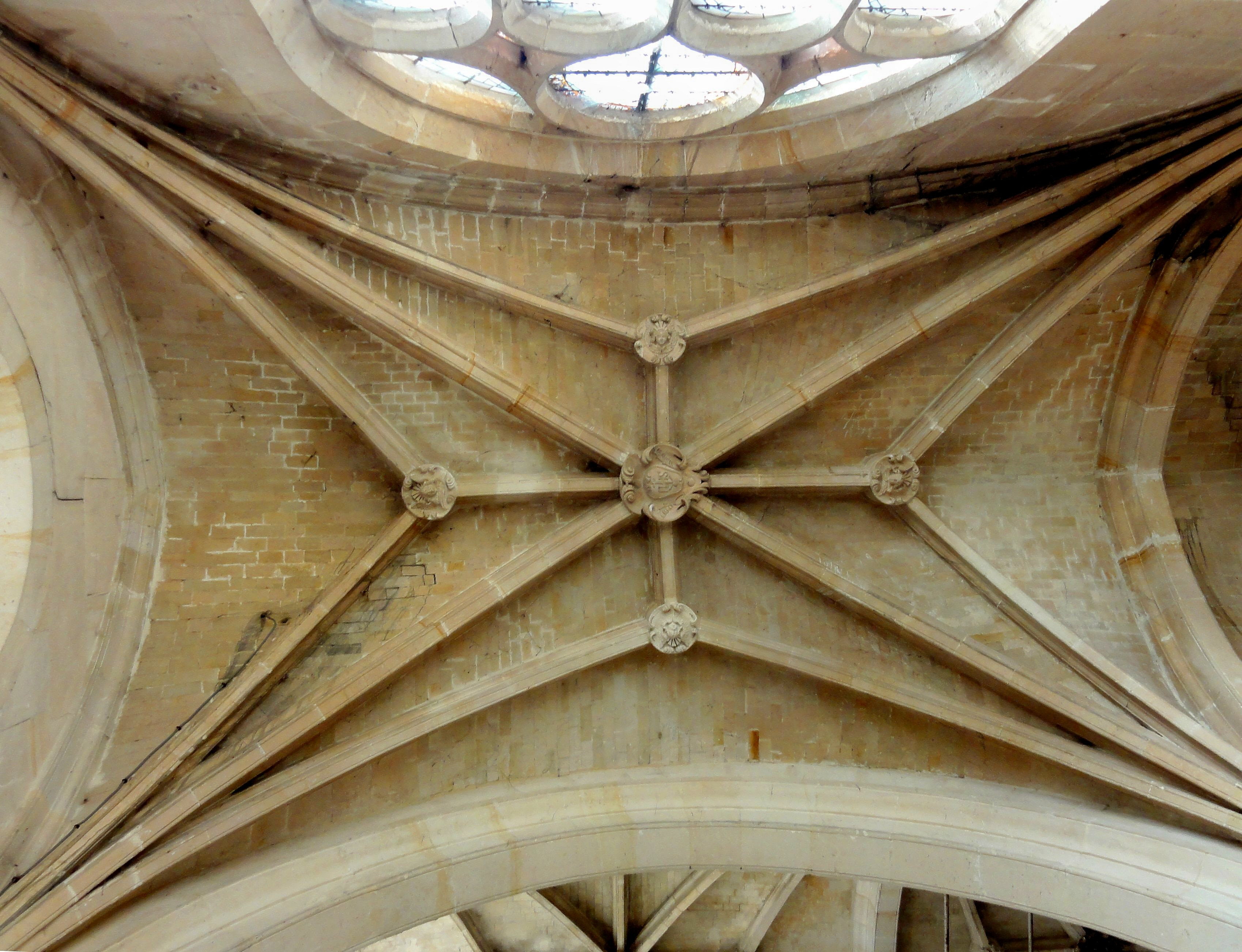
Forme la plus simple d'une voûte à liernes et tiercerons : les huit tiercerons s'étendent des quatre médaillons aux quatre extrémités de la voûte.
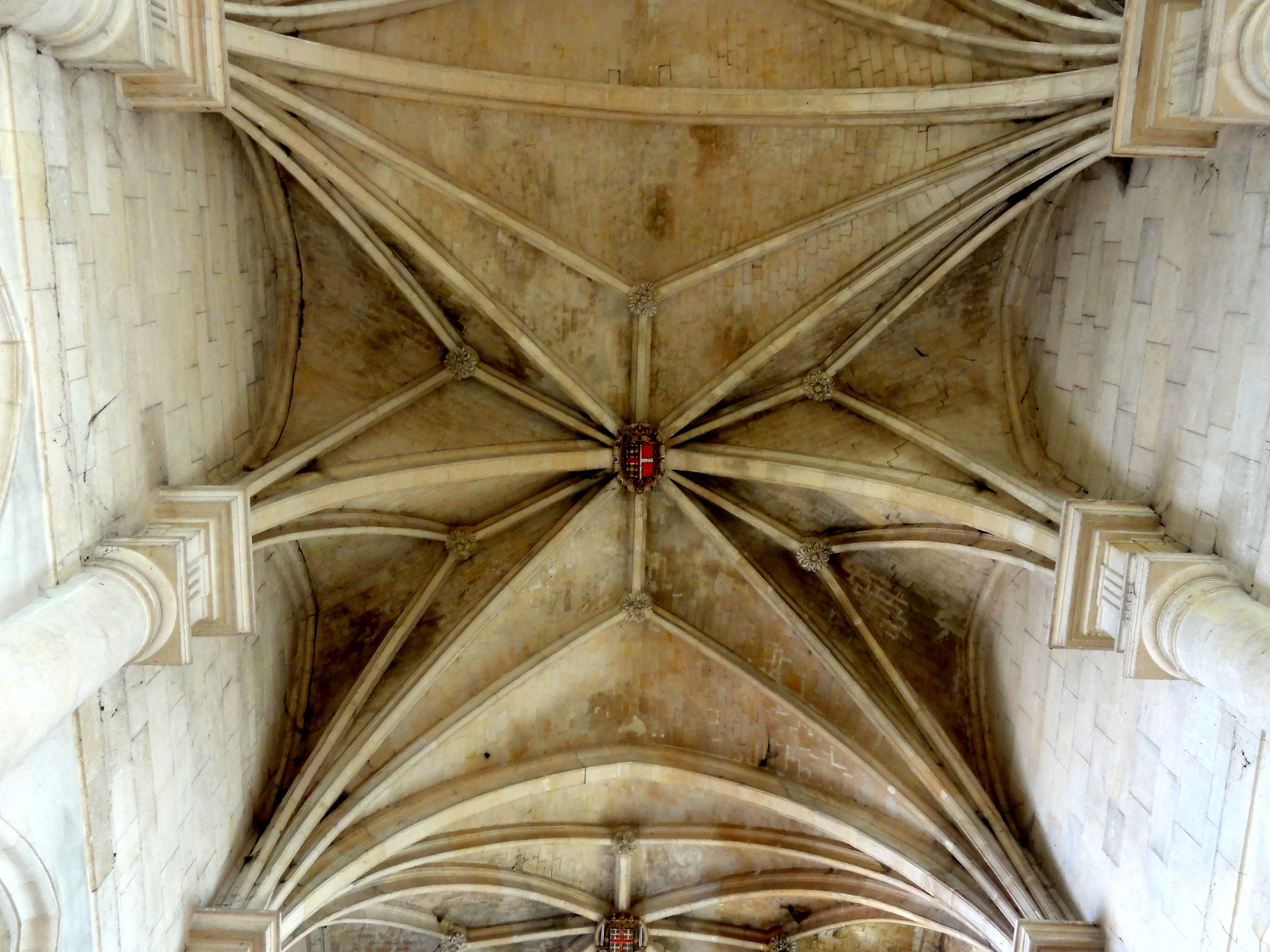
Voûte sexpartite à liernes et tiercerons.
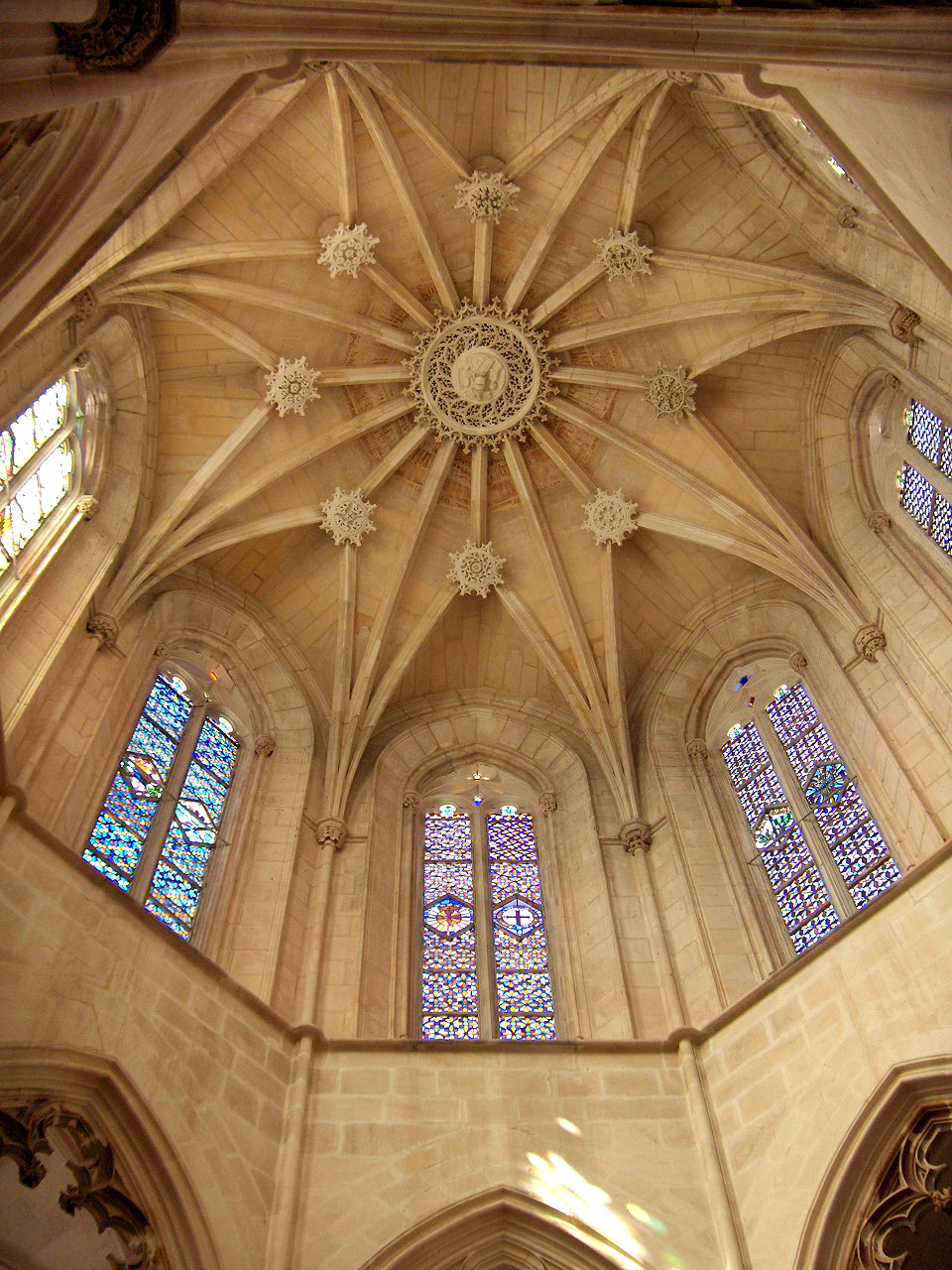
Chapelle du Fondateur, monastère de Batalha, Portugal.